# ملف الحقل

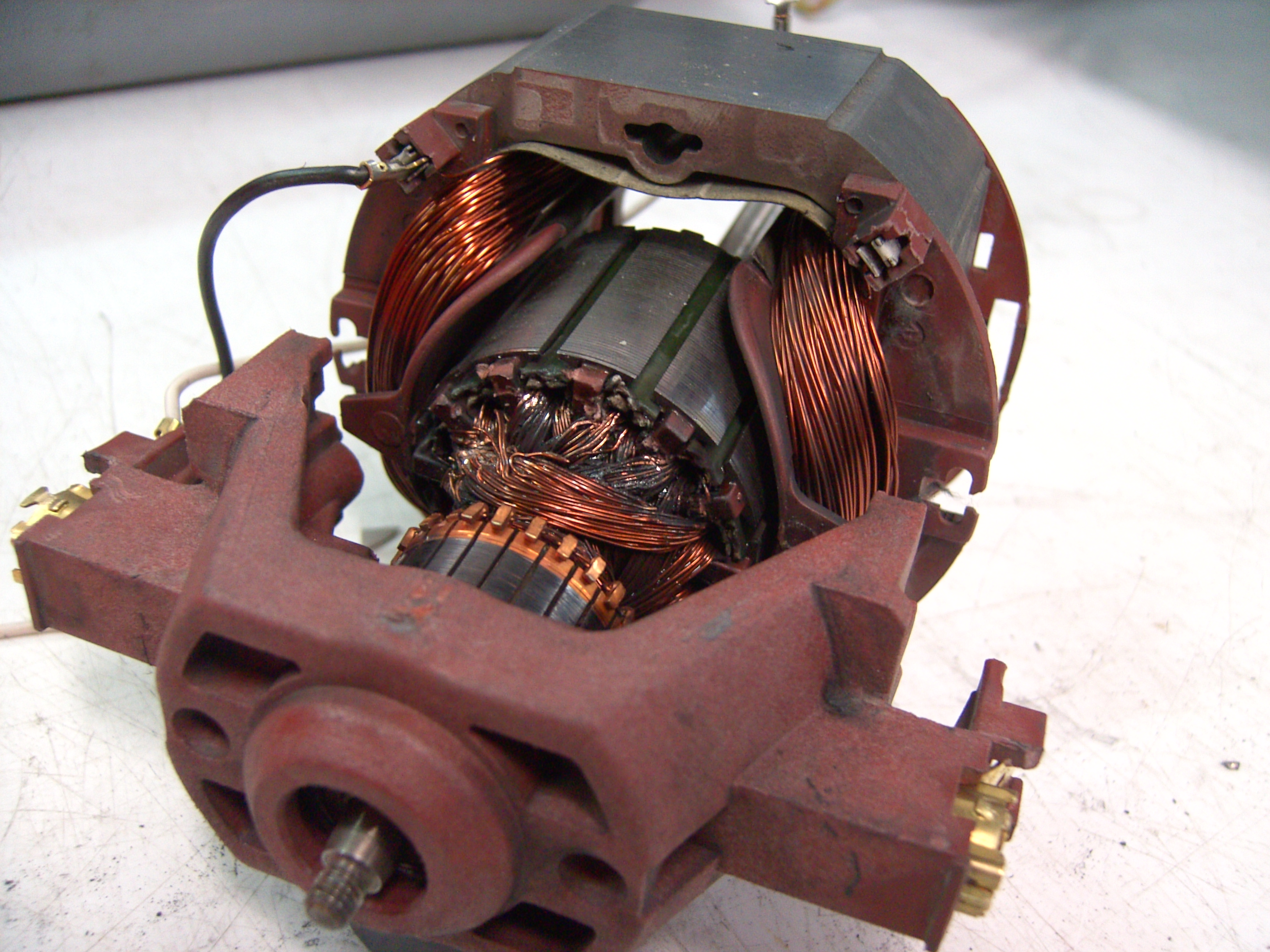
محرك يعمل بكلا التيارين، ملفات المجال من النحاس على الجانبين.

ملف المجال هو مغناطيس كهربائي يستخدم لتوليد مجال مغناطيسي في آلة كهرومغناطيسية مثل الآلات الكهربائية الدوارة كالمحرك الكهربائي أو المولد. يتكون من ملف سلك حيث يمر به التيار والذي بدوره يُولد المجال المغناطيسي.
في الآلات الدوارة، ملفات المجال تكون حول قلب مغناطيس حديد الذي يحدد اتجاه خطوط المجال الغناطيسي. يتكون القلب المغناطيسي من جزأين، العضو الثابت والعضو المتحرك. تكون خطوط المجال المغناطيسي في حلقة مستمرة أو دائرة مغناطيسية من العضو الثابت إلى العضو المتحرك ومن ثم إلى العضو الثابت مرة أخرى. ربما تكون ملفات المجال على العضو الثابت أو المتحرك. 
مسار خطوط المجال المغناطيسى به أقطاب توضع عند زوايا متساوية حول العضو الدوار حيث تمر خطوط المجال المغناطيسى من العضو الثابت للدوار والعكس. يتم تصنيف العضو الثابت والدوار على حسب عدد الأقطاب. في الغالب ينم استخدام ملف له قطب. 
على الرغم من أن الشائع هو تواجد ملفات المجال في الآلات الدوارة، إلا أنها تتواجد أيضا في العديد من الآلات الكهرومغناطيسية. هذه الآلات تحتوى على مغناطيس كهربائي بسيط في أدوات المعامل المعقدة مثل مطيافية الكتلة والرنين المغناطيسي النووي. ملفات المجال كانت تستخدم بكثرة في مكبرات الصوت قبل ظهور المغناطيس الدائم خفيف الوزن. 

## المجال الثابت والمتحرك
معظم  ملفات المجال تولد مجال ثابت ومستقر. معظم ملفات المجال ثلاثية الأطوار ذو التيار المتردد يتم استخدامها لتوليد مجال دوار كجزأ من المحرك الكهربى. المحرك ذو التيار المتردد أحادى الطور تتبع الآتى: المحرك الصغير عادة يكون محرك يعمل بأي من التيارين سواء المستمر أو المتردد مثل المحرك ذو التيار المستمر الحاوى لفرش مع عاكس للتيار لكنه يعمل بتيار متردد. أما المحرك ذو التيار املتردد الكبير فهو محرك حث سواء كان ثلاثى الأطوار أو أحادى الأطوار. 

## العضو الثابت والمتحرك

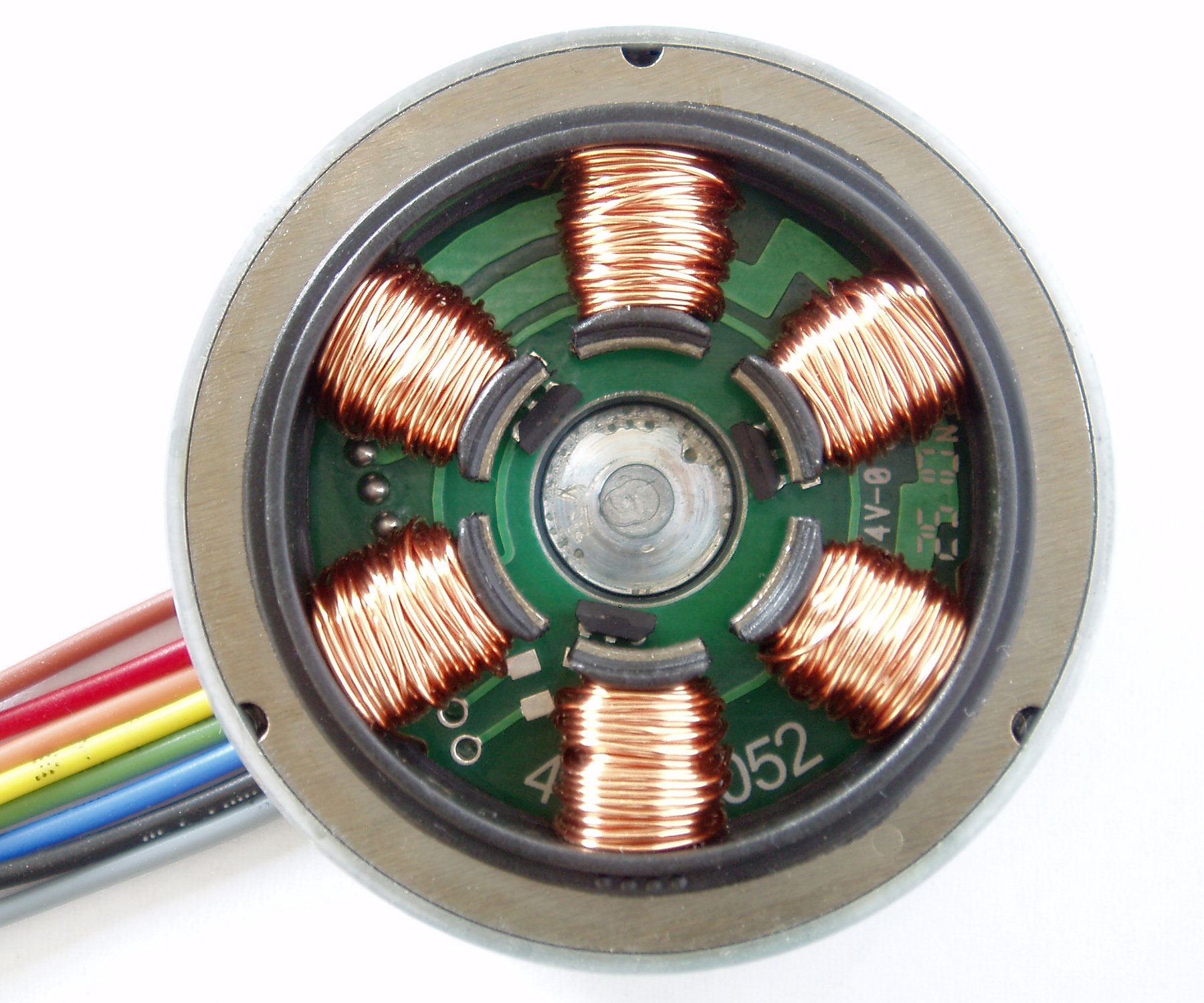
لف الجزء الثابت لمحرك كهربائي DC بدون فرش (Micronel U65MX)

تحتاج العديد من الآلات الكهربية الدوارة لتيار كهربى لكى يتم إنتاجة من العضو الدوار، عادة بواسطة عاكس التيار أو حلقات الأنزلاق. هذه الاتصالات يمكن أن تضع حد لقيمة التيار المار خلال الآلة. لهذا السبب عند تشغيل الآله بملفين فإن المفات الحاملة للتيار المنخفض توضع على العضو الدوار وتلك الحاملة لتيار كبير تكون على العضو الثابت.

 توضع ملفات المجال على العضو الثابت أو المتحرك وذلك يعتمد على تكلفة تصميم الآله.
في المحرك ذو التيار المستمر الحاوى لفرش يكون المجال ثابت ولكن تيار العضو المنتج لا بد وان يكون معكوس. وذلك يحدث من خلال وضع عاكس للتيار على ملفات العضو الدوار. محرك الحث ذو التيار المتردد تستخدم ملفات المجالعلى العضو الثابت، التيار المتواجد بالعضو الدوار ناتج عن الحث.
بالنسبة للمولدات فإن تيار المجال يكون أصغر من الخرج، المجال يكون على العضو الدوار ويتواجد من خلال حلقات انزلاق. التيار الناتج يتم أخذه من العضو الثابت وبالتالى لا نحتاج إلى حلقات انزلاق ذو تيار عالي. في المولد ذو التيار المستمر والذي لم تعد تستعمل لصالح المولدات ذو التيار المتردد فإن الحاجة لعكس التيار تعنى أن عواكس التيار تظل مطلوبة.

## المجال ثنائي القطب ومتعدد الأقطاب
في السنوات الأخيرة لتطوير المولد الكهربى، مجال العضو الثابت تطور كثيرا من ثنائي القطب إلى تصميم متعدد الأقطاب.
تواجد المولد ثنائى القطب حتى عام 1890 ولكنه تم تغييره إلى متعدد الأقطاب بعد ذلك. بعد ذلك تم تصنيع المولد ثنائى القطب في أحجام صغيرة.
تواجد في هذه الأثناء مولد ثنائى القطب مع لفين للمجال متواجدين في حلقة حول العضو الثابت.
كان هذا التغير لا بد منه لان الجهود العالية تنقل القدرة بكفاءة أعلى. لزيادة الجهد الخارج، مولد ذو تيار مستمر يجب أن يدور أسرع. 
بزيادة عدد الأقطاب المواجهة لآله جرام، فإن الحلقة تقطع خطوط مجال أكثر في اللفة الواحدة من المولد ثنائى القطب. وبالتالى فإن المولد ذو 4 أقطاب يستطيع إنتاج جهد ضعف الجهد المتولد من المولد ثنائى القطب. 
المولد متعدد الأقطاب، عضو الإنتاج وملفات المجال يتم إحاطتها بواسطة إطار دائرى والتي بها يتم تركيب ملفات المجال. هذا يؤدى إلى البساطة، المظهر المتمائل وتسرب أقل كمية من المجال. 

## مواد الملفات
يتم عمل المفات بواسطة سلك نحاس مغناطيسى. مواد الملف يجب أن تكون لها مقاومة صغيرة كى تقلل من القدرة المستهلكة بملف المجال ولكن الأكثر أهمية من ذلك هو تقليل الحرارة الضائعة. الحارة الزائدة في الملفات تؤدى إلى القصور.
هناك مواد أفضل من النحاس مثل الفضة حيث له مقاومة اقل من النحاس. تستخدم الفضة في حالات نادرة. 